# 桜井徳太郎 (実業家)
桜井 徳太郎（さくらい とくたろう、1856年（安政3年6月） - 1908年（明治41年）6月21日）は、明治時代の政治家、実業家。衆議院議員（1期）。

## 経歴
大和国宇智郡、のちの奈良県宇智郡五條町（現五條市）に生まれる。幼くして森田仁庵の門に入り経史を修めたのち、佐野煥につき詩文を学んだ。鉄道同志会幹事、大和銀行監査役、南和鉄道取締役、紀和鉄道社長を歴任した。ほか、勧業諮問委員、実業奨励委員、土木調査委員を務めた。
1890年（明治23年）7月の第1回衆議院議員総選挙では奈良県第3区から出馬し当選。弥生倶楽部に属し衆議院議員を1期務めた。